# 国家公開討論委員会
国家公開討論委員会（Commission nationale du débat public）はフランスの独立行政機関の一つ。1995年バルニエ法律により創設。

## 目標
法律は機関の目標をその以下のように述べる。
国家・地方自治体・公施設法人・民間法人に公益のある建造や空間計画のプロジェクト作成に対して、環境や空間計画や経済に強い影響を及ぼす場合、国民の参加を確保する。
だが、書類の内容について意見を出さない。住民とのコンセンサスの作成中、通信のいい状況や示唆を発表する。